# Morde an Louisa Vesterager Jespersen und Maren Ueland
Die Morde an Louisa Vesterager Jespersen und Maren Ueland waren ein terroristisch motivierter Doppelmord an zwei skandinavischen Studentinnen, der im Dezember 2018 in der Nähe des marokkanischen Dorfes Imlil im Hohen Atlas verübt wurde. Die beiden Frauen hielten sich als Touristinnen in Marokko auf. Ihre Leichen wurden am 17. Dezember 2018 entdeckt. Die Tat sorgte international für Entsetzen und wurde von den marokkanischen Behörden als islamistisch motivierter Terrorakt eingestuft.

## Hintergrund
Louisa Vesterager Jespersen (geb. 1994) aus Dänemark und Maren Ueland (geb. 1990) aus Norwegen waren Studentinnen an der Universität Südost-Norwegen. Sie belegten einen Studiengang zum Thema Outdoor-Aktivitäten, mit dem Ziel, Reiseleiterinnen zu werden. Im Dezember 2018 reisten sie als Touristinnen nach Marokko, mit dem Plan, den Toubkal, den höchsten Berg Nordafrikas, zu besteigen.

## Die Tat
Am 17. Dezember 2018 wurden ihre enthaupteten Leichen in der Nähe von Imlil im Atlasgebirge gefunden. Die marokkanischen Behörden stuften die Tat als terroristischen Akt ein. Ein Video, das im Internet kursierte, zeigte mehrere der Verdächtigen, wie sie der Terrororganisation Islamischer Staat die Treue schworen und die Enthauptung von Jespersen filmten.

## Ermittlungen und Festnahmen
Insgesamt wurden 24 Männer im Zusammenhang mit den Morden festgenommen. Die Hauptverdächtigen Abdessamad Ejjoud, Younes Ouaziyad und Rachid Afatti wurden in Marrakesch verhaftet, während sie versuchten, mit einem Bus zu fliehen. Bei ihnen wurden Waffen gefunden. Ein vierter Verdächtiger, Abderrahim Khayali, wurde ebenfalls festgenommen. Er hatte die Gruppe zuvor begleitet, sich jedoch vor der Tat von ihnen getrennt.

## Gerichtsverfahren
Im Juli 2019 wurden Ejjoud, Ouaziyad und Afatti zum Tode verurteilt. Khayali erhielt zunächst eine lebenslange Freiheitsstrafe, die jedoch später in ein Todesurteil umgewandelt wurde. Weitere 19 Angeklagte erhielten Haftstrafen zwischen 5 und 30 Jahren. Die Todesstrafe ist in Marokko zwar rechtlich zulässig, wurde jedoch seit 1993 nicht mehr vollstreckt.

## Nachwirkungen
Die Morde lösten international Entsetzen aus. In Marokko fanden Mahnwachen statt, unter anderem in Rabat, Marrakesch und Imlil. Auch in den Heimatländern der Opfer gab es Gedenkveranstaltungen. Die dänische Premierministerin und der norwegische Gesundheitsminister nahmen an den Beerdigungen teil.